# Ибрагим-Адзий
Ибрагим-Адзий — турецкий дипломат, посол в Московском государстве, в 1585 году вручивший Фёдору Иоанновичу письмо султана Амурата.

## Посольская деятельность
Султан Амурат изъявлял благодарность за желание быть в дружбе с Оттоманской империей, подтверждал свободу торговли русских купцов в Азовском море и требовал выдачи Махмед-Гиреева сына Мурата и усмирения азовских казаков.
Интересно, что в то время, по турецкому обычаю, допускались иноземные послы в Турцию, но отнюдь не отправлялись султаном послы в другие государства. Отправить посла в Московское государство визирю было решено после того, как в июле 1584 года из Москвы был отправлен к султану Амурату посланник Благов. Он должен был объявить о восшествии на престол Фёдора Ивановича, объявить также, что новый царь освобождает турецких купцов от пошлины и тамги и уладит недоразумения, возникшие ввиду того, что донские казаки — люди беглые и московского царя не слушаются. Главной же целью посольства Благова было снова завязать дружественные отношения с султаном. Переговоры кончились ничем. Султан отправил, правда, вместе с Благовым в Москву и своего посланника Ибрагима-Адзия, но он отказался вести переговоры о союзе и все свел на вопрос о донских казаках.